# Schachdame (Spiel)
Als Schachdame werden Kombinationen der Spiele Schach und Dame bezeichnet. Beide Spiele werden ebenso wie ihre Hybride auf einem Schachbrett gespielt.

## Schachdame von Heinrich Richter
1883 veröffentlichte der deutsche Heinrich Richter die erste Variante von Schachdame:
|   | a | b | c | d | e | f | g | h |   |
| 8 |   |   |   |   |   |   |   |   | 8 |
| 7 |   |   |   |   |   |   |   |   | 7 |
| 6 |   |   |   |   |   |   |   |   | 6 |
| 5 |   |   |   |   |   |   |   |   | 5 |
| 4 |   |   |   |   |   |   |   |   | 4 |
| 3 |   |   |   |   |   |   |   |   | 3 |
| 2 |   |   |   |   |   |   |   |   | 2 |
| 1 |   |   |   |   |   |   |   |   | 1 |
|   | a | b | c | d | e | f | g | h |   |

Schachdame von Heinrich Richter
Regeln:
- Die "Bauern" ziehen und schlagen immer ein Feld diagonal, das heißt, sie ziehen wie Damesteine und schlagen wie Schachbauern.
- Die "Dame" (entspricht dem König im Schachspiel) zieht gleich wie die Bauern, aber auch rückwärts
- Der "Ritter" zieht wie der Läufer im Schach.
- Die Figuren schlagen wie sie ziehen.
- Es herrscht kein Schlagzwang.
- Erreicht ein Bauer die gegnerische Grundreihe, verwandelt er sich in einen Ritter.
- Spielziel ist es, die gegnerische Dame mattzusetzen.

## Schachdame von Solomon W. Golomb
Der amerikanische Mathematiker Solomon W. Golomb entwickelte im 20. Jahrhundert Cheskers, ein anderes Schachdame:
|   | a | b | c | d | e | f | g | h |   |
| 8 |   |   |   |   |   |   |   |   | 8 |
| 7 |   |   |   |   |   |   |   |   | 7 |
| 6 |   |   |   |   |   |   |   |   | 6 |
| 5 |   |   |   |   |   |   |   |   | 5 |
| 4 |   |   |   |   |   |   |   |   | 4 |
| 3 |   |   |   |   |   |   |   |   | 3 |
| 2 |   |   |   |   |   |   |   |   | 2 |
| 1 |   |   |   |   |   |   |   |   | 1 |
|   | a | b | c | d | e | f | g | h |   |

Cheskers von Solomon Golomb
Die Regeln unterscheiden sich in mehreren Punkten:
- Die Bauern (auch Menschen genannt) ziehen und schlagen wie einfache Damesteine
- Die Könige zieht gleich wie die Damen des Damespiels, also auch rückwärts
- Der Läufer zieht gleich wie im Schach
- Der Springer (auch Koch (Cook) genannt[1]) zieht wie die Märchenschachfigur Kamel, z. B. von g1 nach f4
- Bauern oder Könige schlagen wie beim Damespiel, indem sie über ihr Opfer hinwegspringen.
 Der Läufer und der Springer hingegen schlagen wie beim Schach.
- Können Bauern oder Könige schlagen, herrscht Schlagzwang, doch können dann auch Läufer oder Springer schlagen.
 Ist dagegen nur eine Schacheinnahme möglich, so ist diese freiwillig.[1]
- Erreicht ein Bauer die gegnerische Grundreihe, verwandelt er sich in eine beliebige der Figuren
- Spielziel ist die Vernichtung aller gegnerischen Könige

Beide Varianten haben keine weite Verbreitung gefunden.